# Mikłasze
Mikłasze is een plaats in het Poolse district  Bielski (Podlachië), woiwodschap Podlachië. De plaats maakt deel uit van de gemeente Orla en telt 182 inwoners.